# Bai Jinshi
Dans ce nom chinois, le nom de famille, Bai, précède le nom personnel.
Bai Jinshi est un joueur d'échecs chinois né le 18 mai 1999 à Jilin.
Au 1er février 2020, il est le 14e joueur chinois et le 183e joueur mondial avec un classement Elo de 2 618 points.

## Biographie et carrière
Bai Jinshi est grand maître international depuis 2015. Il finit :
- premier du championnat du monde des moins de 10 ans en 2009 ;
- vainqueur de l'open du tournoi Chess Classic de Londres en décembre 2014, ex æquo avec Kamil Dragun[2] ;
- premier de l'open de Groningue en décembre 2016, ex æquo avec Sergei Tiviakov, devant Krasenkow ;
- premier ex æquo du festival de Bäle en janvier 2017, ex æquo avec Eltaj Safarli et Christian Bauer ;
- premier de l'open de Cannes en février 2018 ;
- deuxième du championnat de Chine d'échecs en 2016 (2e-3e) et 2018 (ex æquo avec le vainqueur Wen Yang) ;
- vainqueur du North American Open de Las Vegas en décembre 2018[3] ;
- vainqueur du tournoi de printemps de Saint-Louis, groupe B en mars 2019[4].